# Iván Marcano
Iván Marcano Sierra (ur. 23 czerwca 1987 w Santanderze) – hiszpański piłkarz występujący na pozycji obrońcy w portugalskim klubie FC Porto. Były reprezentant Hiszpanii do lat 21.

## Kariera klubowa
Karierę piłkarską Marcano rozpoczął w Racingu Santander. W 2006 roku zaczął występować w rezerwach tego klubu, a do kadry pierwszego zespołu przeszedł w 2007 roku, gdy jego trenerem był Juan Ramón López Muñiz. 30 września 2007 zadebiutował w Primera División w wygranym 1:0 wyjazdowym spotkaniu z Almeríą. W sezonie 2007/08 rozegrał w lidze 2 spotkania, ale już w sezonie 2008/09 był podstawowym obrońcą Racingu. 28 września 2008 strzelił pierwszą bramkę w lidze w meczu z Mallorką, a łącznie w sezonie 2008/09 zdobył 2 gole.
Latem 2009 roku Marcano został piłkarzem Villarrealu. Z Villarrealem podpisał sześcioletni kontrakt. W 2010 roku został wypożyczony do Getafe CF. W 2011 roku odszedł na wypożyczenie do greckiego Olympiakosu. W 2012 przeszedł do Rubina Kazań.
| Sezon   | Klub             | Kraj       | Rozgrywki        | Mecze | Bramki |
| ------- | ---------------- | ---------- | ---------------- | ----- | ------ |
| 2007/08 | Racing Santander | Hiszpania  | Primera División | 2     | 0      |
| 2008/09 | Racing Santander | Hiszpania  | Primera División | 34    | 2      |
| 2009/10 | Villarreal CF    | Hiszpania  | Primera División | 16    | 1      |
| 2010/11 | Getafe CF        | Hiszpania  | Primera División | 29    | 1      |
| 2011/12 | Olympiakos SFP   | Grecja     | Super League     | 28    | 4      |
| 2012/13 | Rubin Kazań      | Rosja      | Priemjer-Liga    | 21    | 1      |
| 2013/14 | Rubin Kazań      | Rosja      | Priemjer-Liga    | 17    | 0      |
| 2013/14 | Olympiakos SFP   | Grecja     | Super League     | 7     | 1      |
| 2014/15 | FC Porto         | Portugalia | Liga NOS         | 20    | 0      |
| 2015/16 | FC Porto         | Portugalia | Liga NOS         | 22    | 2      |
| 2016/17 | FC Porto         | Portugalia | Liga NOS         | 32    | 4      |
| 2017/18 | FC Porto         | Portugalia | Liga NOS         | 30    | 5      |
| 2018/19 | AS Roma          | Włochy     | Serie A          | 10    | 0      |